# Henry Tiller
Henry Tiller (ur. 14 czerwca 1914 w Trondheim, zm. 4 maja 1999 tamże) były norweski bokser, srebrny medalista letnich igrzysk olimpijskich w Berlinie w kategorii średniej. W finale przegrał z Jeanem Despeaux.